# Wir pflügen und wir streuen

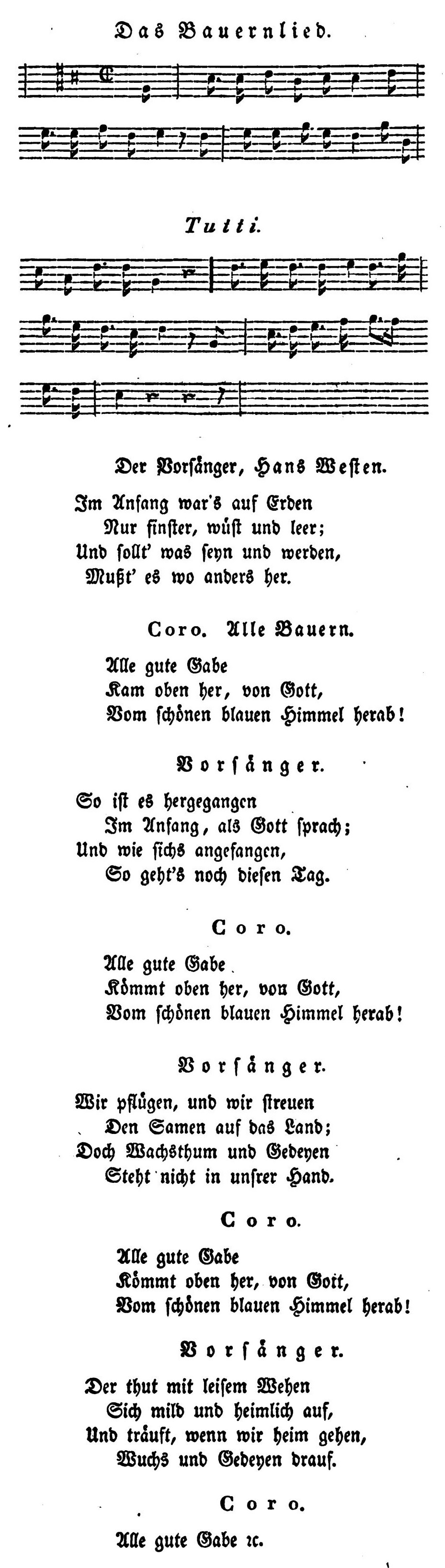
Wir pflügen und wir streuen (Am Anfang war’s auf Erden), Erstdruck 1782 (Melodie und Strophen 1–4)
rahmenlos

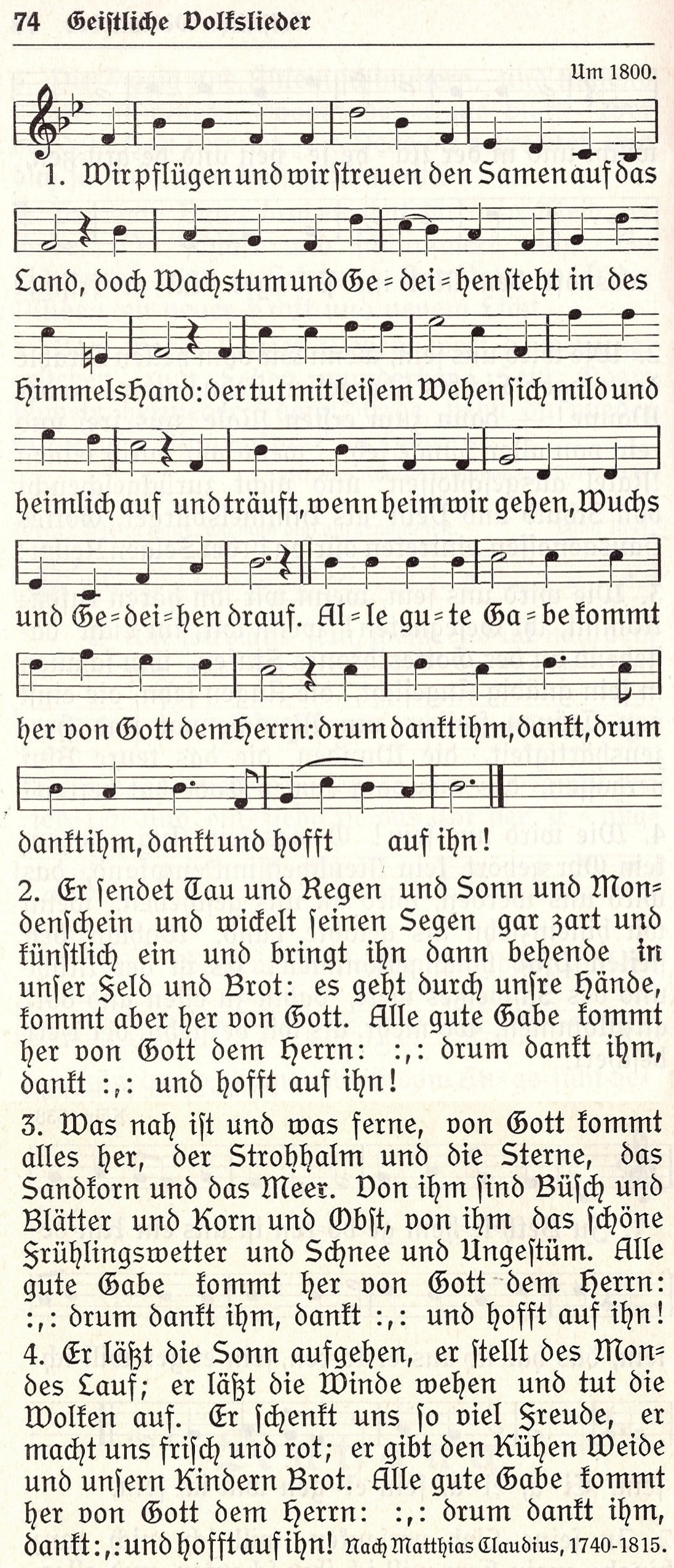
Wir pflügen und wir streuen im Deutschen Evangelischen Gesangbuch
rahmenlos

Wir pflügen und wir streuen (ursprünglich Das Bauernlied) ist eine heute als Kirchenlied bekannte Dichtung von Matthias Claudius und wird besonders zum Erntedankfest verwendet.

## Entstehung und Geschichte

### Paul Erdmanns Fest
Der Text erschien zunächst 1783 als Teil eines Artikels von Claudius im vierten Band von ASMUS omnia sua SECUM portans, oder Sämmtliche Werke des Wandsbecker Bothen. Der Artikel beschreibt unter dem Titel Paul Erdmanns Fest ein fiktives Erntedankfest auf dem Lande. Darin stellt Claudius den etwas arroganten adeligen Herrschaften den menschlichen Adel der Landarbeiter gegenüber, was besonders zugespitzt beim Kartoffellied in Erscheinung tritt. Als Höhepunkt des Festes fragt der Sprecher der Bauern den Herrn, ob sie ihr Bauernlied singen dürften. Dies ist als Wechselgesang gestaltet zwischen dem Vorsänger, dem Claudius den Namen Hans Westen gibt, und dem Chor „alle Bauern“. Am Ende stoßen alle auf den Grundherrn an.
Das Bauernlied unterscheidet sich von der heute verbreiteten Form des Liedes dadurch, dass es anders anfängt – der ursprüngliche Beginn bezieht sich auf 1 Mos 1,2  –, mit insgesamt 16 vierzeiligen Strophen erheblich länger ist und der Refrain etwas anders lautet.
Der Vorsänger. Hans Westen

„Im Anfang war’s auf Erden

   Nur finster, wüst, und leer;

Und sollt was sein und werden,

   Mußt es woanders her.“

Coro. Alle Bauern

„Alle gute Gabe

Kam oben her, von Gott,

Vom schönen blauen Himmel herab!“

Claudius fügte dem Lied eine eigene Melodie bei.

### Auf dem Weg ins Gesangbuch
Johann André gab dem Lied eine erste neue Melodie und wählte aus den Strophen acht aus, die mit seiner Melodie im 19. Jahrhundert in vielen evangelischen wie auch römisch-katholischen Schulen gesungen wurden. Es lassen sich etwa zehn verschiedene Melodien noch im 19. Jahrhundert nachweisen – ein Beleg für die breite Popularität, die das Lied in kurzer Zeit erlangte.
Die heute gebräuchliche Melodie wird allgemein als ein Werk von Johann Abraham Peter Schulz angesehen und erschien zuerst im Jahr 1800 in Hannover in der zweiten Auflage einer Sammlung Melodien für Volksschulen. Darin sind die acht Strophen 3–10 der Vorlage von Claudius zu vier Doppelstrophen zusammengefügt, ohne an ihrer Reihenfolge etwas zu ändern. Nur der Refrain wurde etwas umgestaltet.
Ebenfalls um die Wende zum 19. Jahrhundert erschien das Lied erstmals in offiziellen evangelischen Gesangbüchern, so in Oldenburg 1791 und in Königsberg und Bremen 1812.
Der Weg ins Gesangbuch war jedoch nicht unumstritten, noch im Evangelischen Kirchengesangbuch von 1950 ff. steht das Lied nicht im Stammteil, sondern nur in einigen regionalen Anhängen, in der Ausgabe für Niedersachsen in der Rubrik Geistliche Kinderlieder. Heute ist das Lied in der evangelischen Kirche überall akzeptiert und weit verbreitet. Im Evangelischen Gesangbuch von 1995 wurde es der Abteilung Natur und Jahreszeiten (Nr. 508) zugeordnet; ebenso ist es im Gesangbuch der Reformierten Kirchen der deutschsprachigen Schweiz unter Nr. 540, im Mennonitischen Gesangbuch von 2004 in der Rubrik Lob der Schöpfung und Erntedank unter Nr. 457, im Gesangbuch der Evangelisch-methodistischen Kirche von 2002 und seit 1983 im Gesangbuch Wir loben Gott bzw. seit 2016 in dessen Nachfolger-Liederbuch glauben – hoffen – singen der Siebenten-Tags-Adventisten enthalten. Nicht enthalten ist es im Stammteil des römisch-katholischen Gotteslob, im Diözesanteil für Bozen-Brixen steht es unter der Nr. 925. Das methodistische Gesangbuch wie die Regionalausgabe West des Evangelischen Gesangbuchs enthalten einen Hinweis auf den ursprünglichen Beginn.

## Text des Liedes
„Am Anfang war’s auf Erden noch finster, wüst und leer;

und sollt was sein und werden, mußt es woanders her.

So ist es zugegangen im Anfang, als Gott sprach;

und wie es angefangen, so geht’s noch diesen Tag.

Refrain:

Alle gute Gabe kommt her von Gott dem Herrn,

drum dankt ihm dankt, drum dankt ihm dankt

und hofft auf ihn.

Wir pflügen, und wir streuen den Samen auf das Land,

doch Wachstum und Gedeihen steht in des Himmels Hand:

der tut mit leisem Wehen sich mild und heimlich auf

und träuft, wenn heim wir gehen, Wuchs und Gedeihen drauf

Refrain

Er sendet Tau und Regen und Sonn und Mondenschein

und wickelt seinen Segen gar zart und künstlich ein

und bringt ihn dann behende in unser Feld und Brot

es geht durch unsre Hände, kommt aber her von Gott.

Refrain

Was nah ist und was ferne, von Gott kommt alles her,

der Strohhalm und die Sterne, das Sandkorn und das Meer.

Von ihm sind Büsch und Blätter und Korn und Obst von ihm

das schöne Frühlingswetter und Schnee und Ungestüm.

Refrain

Er läßt die Sonn aufgehen, er stellt des Mondes Lauf;

er läßt die Winde wehen und tut die Wolken auf.

Er schenkt uns soviel Freude, er macht uns frisch und rot;

er gibt den Kühen Weide und seinen Kindern Brot.

Refrain“

## Übersetzungen
Ins Englische wurde das Lied 1861 von Jane Montgomery Campbell übersetzt. Sie schuf eine dreistrophige Fassung. Mit einem Satz von John Bacchus Dykes fand diese Fassung rasch Eingang in Gesangbücher verschiedener Konfessionen im englischsprachigen Raum; heute gehört es zu den bekanntesten Thanksgiving-Liedern. Die Melodie von Schulz, die auf Deutsch am gebräuchlichsten ist, wurde in den englischen Fassungen beibehalten.
Ins Dänische übersetzt „Vi pløjed og vi så’de vor sæd i sorten jord …“ von Jakob Christian Lindberg Knudsen (1858–1917, Pfarrer in Mellerup), 1891, und u. a. übernommen in das Kirchengesangbuch Den danske Salmebog, Kopenhagen 1953, Nr. 678, und in Den danske Salmebog, Kopenhagen 2002, Nr. 730; ebenso im Gesangbuch der Heimvolkshochschulbewegung, Højskolesangbogen, 18. Ausgabe, Kopenhagen 2006, Nr. 339.